# Майкъл Чапман (музикант)
Вижте пояснителната страница за други личности с името Майкъл Чапман.
Майкъл Робърт Чапман (на английски: Michael Robert Chapman) е английски певец, китарист и автор на песни.
Той е роден на 24 януари 1941 година в Лийдс. В средата на 60-те години започва да свири в различни фолк и джаз клубове. През следващите години печели популярност и издава над 30 албума.